# RollJet
RollJet je skiro s torbo slovenskega izumitelja Tomaža Hama. Pri izdelovanju naj bi glavno vodilo bila razbremenitev otroških hrbtenic pred pretežkimi šolskimi torbami, aktivna vožnja v šolo in posledično preprečitev slabe drže ter zdrav razvoj otrok.
RollJet izdeluje podjetje Ham d.o.o., ki proizvaja tudi patentirane ergonomske pisarniške stole SpinaliS. RollJet je v celoti izdelan v Sloveniji. Njegov razvoj poteka že od leta 2011. Vsebuje 127 sestavnih delov, med njimi je 57 razvitih posebej za RollJet. Prav tako je trajnostni produkt, saj se 95% sestavnih delov lahko reciklira.
Z leti je pridobil številna priznanja in patente, med njimi patent za skiro s torbo in mehanizem za pripenjanje torbe. Znamka RollJet je zaščitena v številnih evropskih državah, med drugim tudi v ZDA. Leta 2015 je v dobrodelni akciji Radia 1, voditelj Miha Deželak z RollJet-om prevozil pot z Goričkega v Piran.